# Mont Heha
Der Mont Heha ist der höchste Berg Burundis und des Hochlands von Burundi. Der Berg liegt in der Provinz Bujumbura Rural im Westen Burundis. Er liegt etwa 20 km östlich des Tanganjikasees und etwa 30 km südöstlich von Bujumbura.